# 中山愛子

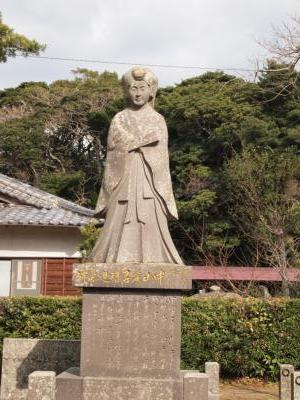
中山愛子石像（亀岡神社境内）

中山 愛子（なかやま あいこ、文化14年11月23日（1817年12月30日） - 明治39年（1906年）1月27日）は、江戸時代末期から明治時代の女性。明治天皇の外祖母。

## 生涯
肥前国平戸藩主松浦清の11女として平戸に生まれる。母は側室の森氏。初名は千代姫、後に愛姫と改める。姉・季子の夫である園基茂の養女として中山忠能に嫁し、3男2女（忠愛・忠光・公董・栄子・慶子）を産んだ。
娘・慶子が孝明天皇に仕え、やがて愛子の孫にあたる皇子・祐宮睦仁親王（のちの明治天皇）を産むと4歳時までその養育を任された。のちに、曾孫・明宮嘉仁親王（のちの大正天皇）の養育にもあたっており、天皇2代の養育に関わったことになる。
玄孫・迪宮裕仁親王（のちの昭和天皇）が生まれた約5年後の明治39年（1906年）、死去した。享年90（満88歳没）。
昭和43年（1968年）、明治百年記念事業の一環として生地平戸市の亀岡神社に石像が建立された。また、同時に木像も造られこちらは平戸城に寄贈されている。